# Battlestar Galactica (sèrie de televisió de 2003)
Battlestar Galactica (que vol dir "Estrella de combat galàctica", en anglès) és una sèrie de televisió estatunidenca formada per 63 episodis, 17 webisodis i un telefilm.
Aquesta sèrie és una nova versió d'una anterior, del mateix nom feta en la dècada de 1970, encara que incorpora grans i importants diferències en l'argument i el desenvolupament de la sèrie que han fet que cada cop esdevingui més diferent de la predecessora.

## Sinopsi
La sèrie s'ubica en un indret imprecís de l'univers on viu una avançada civilització humana que habita en dotze planetes anomenades colònies.
Segon la seva mitologia els éssers humans van ésser creats en un mític planeta anomenat Kobol, el bressol de la humanitat, i on visqueren durant temps tots junts. Els creadors foren un grup de déus, coneguts com els "Senyors de Kobol", que conviurien amb els humans fins que la humanitat es dividí en diferents tribus.
Dotze d'aquestes tribus partiren a l'espai on colonitzaren els 12 planetes que a la llarga formaren una República Presidencialista Federal.
La seva civilització dominava els viatges espacials amb tecnologia avançada amb viatges comercials i militars d'anys llum i amb robots (coneguts com a cylons) emprats com a obrers i servents dels humans.
Les diferents temporades transcorren principalment centrades en la guerra entre els humans sobrevivents i els cylons que els persegueixen, però també hi dedica un bon espai argumental a les intrigues polítiques que succeeixen a les naus. La presidenta Roslin s'ha d'enfrontar a molts enemics polítics que volen destituir-la per no considerar-la apta per dirigir el destí de l'espècie humana encara que molts d'ells simplement desitgen el poder.
Els anomenats cylons començaren a tenir pensament propi i sentiren que eren explotats com a esclaus per éssers corruptes i decadents que no mereixien viure, i entraren en guerra.
Al final de la primera guerra, ni humans ni cylons aconseguiren la victòria, ja que ambdós bàndols eren força igualats militarment, per aquest motiu se signà un tractat de pau entre el govern federal de les Dotze Colònies de Kobol i els representants dels cylons, on s'estipulava per una banda que els cylons s'havien de retirar dels planetes colonials i allunyar-s'hi, i per l'altra que els humans no s'acostarien a la zona d'influència Cylon, així com s'aturaven tot tipus d'atac bel·ligerant.
En aquest sentit es construí una estació espacial en un sector de l'espai on "passa la línia imaginària" que separava ambdós dominis, i on segons el tractat se celebraria anualment una reunió entre diplomàtics d'ambdues civilitzacions per verificar el compliment de les condicions de l'acord de pau i negociar assumptes pendents. El cylons no van acudir a cap reunió anual durant 40 anys però la pau es mantingué sense incidents.
Durant aquest període els humans es recuperaven de la guerra i vivien una etapa de progrés econòmic i satisfacció social, i mentre els cylons es dedicaren a construir una arma secreta, els ciborgs (organismes cibernètics, en part humans i en part màquines) que eren idèntics als humans (sang, pell, sistema alimentari, òrgans reproductors i sexuals…) i que s'infiltraren durant anys arreu de la civilització humana per dur a terme les seves missions, alguns d'ells sense coneixement previ, ja que estaven reprogramats amb records falsos de vides humanes i que només actuarien en ésser activats expressament.

Fotograma del bombardeig Cylon de Caprica

Una espia Cylon aconseguí accedir al sistema informàtic del Ministeri de Defensa dels humans aprofitant una relació sentimental amb un famós científic, el doctor Gaius Baltar, que treballava en projectes de defensa, i així es va desactivar la majoria de sistemes d'armament i quasi totes les naus de combat dels humans que acompanyaren un devastador atac per sorpresa amb armes de destrucció massiva (principalment armes nuclears) contra totes dotze colònies.
Milers de milions d'éssers humans moriren en aquest atac, sobrevivint només uns quants milers que estaven en òrbita en naus civils comercials, de turisme i, entre d'altres, i per casualitat en la celebració de desincorporació del servei actiu de l'antiga, i convertida en museu flotant, nau pesant de combat espacial anomenada Galàctica.
Atesa la seva tecnologia obsoleta, la Galàctica no estava connectada en línia amb els ordinadors del Ministeri de Defensa i per això els seus sistemes d'armes se'n salvaren. Aquesta nau era dirigida pel Comandant William Adama, un veterà de la primera guerra contra els cylons i lliura la primera batalla de la nova guerra contra els cylons amb els caça bombarders estacionats tant a Galàctica com en un portaavions.
La Secretària d'Educació (Ministra d'Educació) de la federació de les 12 colònies, Laura Roslin s'assabenta de l'atac en tornar, en una nau civil, després d'assistir a la cerimònia a bord de la Galàctica, moment en el qual també s'assabenta de la mort de tot el govern federal (President, vicepresident i la resta de l'equip) essent, segons les lleis de les colònies, la nova presidenta, càrrec que jura a la seva nau i reclama l'autoritat política sobre els sobrevivents de la tragèdia.
Amb estires i arronses Roslin i Adama arriben a un acord per compartir el poder, un, l'Adama, com a autoritat suprema en assumptes militars, i l'altra, la Roslin, en assumptes civils i administratius. Ambdós reuneixen les naus amb els sobrevivents i inicien una fugida desesperada davant la implacable persecució dels cylons. Llavors l'almirall Adama aprofita una llegenda mitològica religiosa dels humans de les 12 colònies per lluitar contra la creixent desmoralització dels supervivents que explica que va existir una 13a tribu humana que emigrà a un llunyà, mític i misteriós planeta anomenat Terra.